# Platyxanthus orbignyi
Platyxanthus orbignyi is een krabbensoort uit de familie van de Platyxanthidae. De wetenschappelijke naam van de soort werd in 1843 voor het eerst geldig gepubliceerd door Henri Milne-Edwards en H. Lucas.